# Martin Erdmann (Theologe, 1896)
Martin Erdmann (* 23. Juli 1896 in Ingeleben; † 1. September 1977 in Braunschweig) war ein deutscher lutherischer Theologe.

## Leben und Karriere
Erdmann besuchte das Gymnasium in seiner Kreisstadt Helmstedt. Anschließend studierte er ab 1914 evangelische Theologie in Halle und Göttingen. 1924 wurde er Pfarrer im Raum Braunschweig. Während der Zeit des Nationalsozialismus gehörte er zur Bekennenden Kirche.
Im Jahre 1946 wurde Erdmann Domprediger am Braunschweiger Dom. 1947 wurde er als Nachfolger von Helmuth Johnsen zum Landesbischof der Evangelisch-Lutherischen Landeskirche in Braunschweig gewählt, der er bis zu seinem Ruhestand 1965 vorstand. Ab 1959 war er zugleich Mitglied im Zentralausschuss des Weltkirchenrates. Erdmann betonte besonders den lutherischen Bekenntnisstand seiner Landeskirche und lehnte die Frauenordination ab. Dementsprechend setzte er sich auch für den umstrittenen hochkirchlich-lutherischen Pfarrer Max Witte und dessen Gemeinde St. Ulrici-Brüdern ein. Sein Nachfolger als Landesbischof wurde Gerhard Heintze.
Martin Erdmann war verheiratet mit Ingeborg geb. Salomon und hatte drei Kinder.

## Öffentliche Ämter
Erdmann war vom 21. Februar 1946 bis zum 21. November 1946 Mitglied des Ernannten Braunschweigischen Landtages.

## Ehrungen
Erdmann war Ehrendoktor der Universität Erlangen und erhielt 1954 das Große Bundesverdienstkreuz mit Stern.